# Lisbeth Movin
Lisbeth Movin, född 25 augusti 1917 i Odense, död 7 november 2011 i Hillerød, var en dansk skådespelare och regissör. Hon var gift med regissören Lau Lauritzen. 

## Filmografi roller i urval
- 1987 - Babettes gästabud
- 1980 - Farliga kyssar
- 1967 - Den röda kappan
- 1956 - Taxa K 1640
- 1948 - Med livet som insats
- 1945 - Den röda jorden
- 1943 - Vredens dag
- 1943 - När man är ung

## Regi i urval
- 1969 - Mig og min lillebror og Bølle
- 1961 - Min kone fra Paris